# Anthurium beltianum
Anthurium beltianum är en kallaväxtart som beskrevs av Paul Carpenter Standley och Louis Otho Otto Williams. Anthurium beltianum ingår i släktet Anthurium och familjen kallaväxter. Inga underarter finns listade.